# Spring (Texas)
Spring ist ein census-designated place im Harris County im Bundesstaat Texas der USA. Das U.S. Census Bureau hat bei der Volkszählung 2020 eine Einwohnerzahl von 62.559 ermittelt.

## Lage
Die Gemeinde liegt etwa 30 Kilometer nördlich von Houston und ist Teil der Metropolregion Houston-Sugar Land-Baytown.

## Sehenswürdigkeiten
Sehenswert ist neben dem Freizeitpark Wet’n’Wild SplashTown noch das Wunsche Bros. Saloon and Hotel.

## Sport
Die örtliche Baseballmannschaft schaffte in der Altersklasse Little (11–12 Jahre) 1988 den dritten Platz und 1995 den zweiten Platz, sowie in der Altersklasse Junior (13–14 Jahre) 1991 und 1996 den Sieg der Weltmeisterschaft.

## Persönlichkeiten
- Owen Davidson (1943–2023), Tennisspieler
- Seymour Rossel (* 1945), Rabbiner
- Matthew Bomer (* 1977), Schauspieler
- Chad Hedrick (* 1977), Eisschnellläufer
- Josh Beckett (* 1980), Baseballspieler
- Ricky Lewis (* 1982), Fußballspieler
- Justin Jackson (* 1995), Basketballspieler
- Alaysha Johnson (* 1996), Hürdenläuferin
- Simone Biles (* 1997), Turnerin
- Gabriela Villagrand (* 1999), panamaische Fußballspielerin